# Episodi di Shaman King (serie animata 2021)
Questa pagina contiene la lista degli episodi di Shaman King. 
All'Otakon 2015, l'ex presidente di Madhouse e poi presidente di MAPPA, Masao Maruyama ha espresso il suo desiderio di lavorare a un reboot di Shaman King. Il 14 febbraio 2017, Hiroyuki Takei rivela su Twitter di aver rifiutato i piani per la realizzazione di una nuova serie animata basata sul suo manga poiché era faticoso utilizzare le voci e musiche originali dell'anime del 2001 a causa dei costi.
Nel giugno 2020 venne annunciato che ci sarebbe stato un nuovo adattamento anime di tutti i volumi del manga e che sarebbe stato trasmesso a partire dal 1º aprile 2021 su TV Tokyo e altre emittenti affiliate; la trasmissione si è conclusa il 21 aprile 2022. L'anime è prodotto dallo studio Bridge e diretto da Joji Furuta, la sceneggiatura invece è affidata a Shōji Yonemura, mentre la colonna sonora è curata da Yūki Hayashi. Yōko Hikasa è la doppiatrice di Yoh Asakura, mentre Megumi Hayashibara, Katsuyuki Konishi e Minami Takayama sono tornati a reinterpretare i rispettivi ruoli di Anna Kyoyama, Amidamaru e Hao Asakura come nella serie del 2001. I diritti internazionali sono stati acquistati da Netflix. La serie presenta un totale di 52 episodi.
In Italia la serie è stata distribuita da Netflix dal 9 agosto 2021 al 26 maggio 2022.

## Lista episodi
| Nº                                                                   | Titolo italiano Giapponese 「Kanji」 - Rōmaji | In onda           | In onda         |
| Nº                                                                   | Titolo italiano Giapponese 「Kanji」 - Rōmaji | Giapponese        | Italiano        |
| Arco iniziale (17 episodi)                                           | |                   |                 |
| 1                                                                    | Il ragazzo che balla con i fantasmi 「幽霊と踊る男」 - Yūrei to odoru otoko | 1º aprile 2021    | 9 agosto 2021   |
| 1                                                                    | Hao Asakura, un antico sciamano che ha imparato l'arte della reincarnazione, rinasce nel presente e fugge dalla sua famiglia con lo Spirito del Fuoco lasciando dietro di sé suo fratello gemello Yoh. Anni dopo, Yoh Asakura incontra Manta Oyamada e risveglia lo spirito di un samurai di nome Amidamaru mentre ha a che fare con una banda di teppisti guidati da Ryunosuke Umemiya detto Ryu "Spada di Legno". Così Yoh fa amicizia sia con Manta che con Amidamaru, che in seguito diventa suo compagno. |                   |                 |
| 2                                                                    | Un altro sciamano 「もう一人のシャーマン」 - Mō hitori no Shāman | 8 aprile 2021     | 9 agosto 2021   |
| 2                                                                    | Yoh viene sfidato da Ren Tao, uno sciamano cinese che desidera lo spirito di Amidamaru. Nel confronto, viene rivelato che la Soul Possession, ovvero la possessione dell'anima, può diventare più forte in base alla volontà mentale dello sciamano e Yoh riesce a sconfiggere Ren. In seguito, uno Yoh ferito rivela il suo desiderio di diventare Shaman King, titolo detenuto dal vincitore di una competizione imminente. Poco dopo, la sua fidanzata Anna Kyoyama arriva a Tokyo. |                   |                 |
| 3                                                                    | Anna e Jun Tao 「アンナと道潤」 - Anna to Tao Jun | 15 aprile 2021    | 9 agosto 2021   |
| 3                                                                    | Anna costringe Yoh ad allenarsi per migliorare il suo stato fisico per l'imminente Shaman Fight che si svolge una volta ogni cinque secoli. I metodi di Anna sembrano illeciti, ma non vi è tempo per pensarci perché Yoh viene sfidato dalla sorella di Ren, Jun Tao e dal suo jiangshi (un vampiro cinese) Lee Pai Long. Viene poi rivelato che quest'ultimo un tempo era una star del cinema di arti marziali e che venne segretamente ucciso dalla famiglia Tao. Manta fugge dalla lotta per rubare la spada di Ryu e darla a Yoh in modo che possa rimuovere il talismano sigillante di Lee, facendo infuriare lo jiangshi, così Anna ne approfitta per convocare il fantasma del maestro di Lee, ovvero Shamon, e viene sconfitto. |                   |                 |
| 4                                                                    | Il posto preferito 「ベストプレイス」 - Besuto Pureisu | 22 aprile 2021    | 9 agosto 2021   |
| 4                                                                    | Ryu è posseduto da Tokageroh, il fantasma di un bandito in cerca di vendetta su Amidamaru per averlo ucciso seicento anni prima, quest'ultimo allora costringe Yoh a combatterlo prendendo in ostaggio Manta. Ryu lotta per riprendere il controllo del suo corpo prima di perdere conoscenza, con Yoh che percepisce la vera essenza di Tokageroh mentre aiuta lo spirito a recuperare la sua umanità. |                   |                 |
| 5                                                                    | L'Oltreanima! 「オーバーソウル！」 - Ōbā Souru! | 29 aprile 2021    | 9 agosto 2021   |
| 5                                                                    | Yoh viene convocato da Silva, un membro della Patch Tribe e uno dei sovrintendenti dello Shaman Fight, che è stato inviato dai suoi superiori per vedere se Yoh fosse degno di partecipare alla competizione. Silva travolge il suo avversario usando l'abilità Over Soul che permette di incanalare i suoi cinque spiriti animali attraverso gli oggetti che ricoprono il suo corpo, così Yoh impara a sfruttare la medesima tecnica convogliando l'anima di Amidamaru all'interno della sua spada. Alla fine Yoh riesce a colpire Silva e si guadagna il diritto di partecipare allo Shaman Fight. |                   |                 |
| 6                                                                    | Yoh vs Horohoro! 「葉VSホロホロ！」 - Yō VS Horohoro! | 6 maggio 2021     | 9 agosto 2021   |
| 6                                                                    | Yoh combatte il suo primo rivale dello Shaman Fight, uno sciamano Ainu di nome Horohoro che cerca di creare un paradiso per il koro-pok-guru di cui fa parte il suo spirito Kororo. Yoh esce vittorioso dalla scontro e i due diventano amici. |                   |                 |
| 7                                                                    | Una forma di coraggio 「そんな勇気」 - Sonna yūki | 13 maggio 2021    | 9 agosto 2021   |
| 7                                                                    | Il secondo avversario di Yoh è Johann Faust VIII, un negromante e discendente di Faust che ha deciso di partecipare allo Shaman Fight nella speranza di resuscitare la sua defunta moglie Eliza di cui conserva lo scheletro. Manta mette in discussione i suoi obiettivi, allora Faust si offende e lo attacca, portando così Yoh a esaurire il suo furyoku contro il suo esercito di scheletri prima di riuscire ad affrontare il suo avversario, il quale coglie l'occasione e inizia subito ad animare lo scheletro di Eliza per poi sconfiggerlo. Così Yoh provoca Faust e questi scatena tutta la potenza di Eliza, vincendo di conseguenza il duello. |                   |                 |
| 8                                                                    | Evoluzione 「進化」 - Shinka | 20 maggio 2021    | 9 agosto 2021   |
| 8                                                                    | Nel tentativo di proteggere Manta da altri pericoli, Yoh decide di rompere la loro amicizia e va ad allenarsi in una grotta dove anni prima lo aveva addestrato suo nonno. Manta e Ryu decidono comunque di seguirlo, ma vengono contrastati dalla guardiana Tamao Tamamura, che è stata ingannata dai suoi stessi spiriti Ponchi e Konchi, che fanno passare i due per nemici. Anna ferma Tamao e punisce i due spiriti per averla ingannata facendole attaccare Manta e Ryu, nel frattempo Yoh completa il suo allenamento. |                   |                 |
| 9                                                                    | Di nuovo Yoh vs Ren! 「葉VS蓮再び！」 - Yō Bāsasu Ren futatabi! | 27 maggio 2021    | 9 agosto 2021   |
| 9                                                                    | È giunto lo scontro decisivo tra Yoh e Ren per decidere chi parteciperà allo Shaman Fight. I fatidici rivali combattano al limite delle loro forze, ma sembra che sia Yoh ad uscirne vincitore in quanto Ren ha finito il furyoku prima del suo avversario e ammette con dignità la sconfitta. Tuttavia Yoh lo corregge, affermando di non aver nemmeno lui un briciolo di furyoku ed iniziano a litigare su chi fosse veramente degno di partecipare alla competizione tanto ambita. I due però vengono calmati da Silva che ha assistito allo scontro e sostiene che entrambi hanno esaurito le loro forze nello stesso momento e quindi erano in perfetta parità. L'unica soluzione è quella di rivolgersi al Grande Spirito e così Silvia chiede consiglio a Goldva che afferma che entrambi andranno allo Shaman Fight. |                   |                 |
| 10                                                                   | Notte in fiamme 「炎の夜」 - Honō no yoru | 3 giugno 2021     | 9 agosto 2021   |
| 10                                                                   | Dopo la felice notizia dell'ingresso allo Shaman Fight, Yoh decide di ospitare a casa sua Ren, Horohoro e Tamao per festeggiare. La sera stessa Ren saluta Yoh ed afferma che sarebbe dovuto tornare in Cina per occuparsi di alcune faccende rimaste in sospeso da tempo. Nel corso del pomeriggio del giorno successivo, Yoh e Tamao vanno a fare compere assieme ma vengono attaccati dai fratelli BoZ, che gli tendono un'imboscata e li mettono in difficoltà. Tuttavia sopraggiunge Ryu che decide di battersi contro i due fratelli, sconfiggendoli. Da tutt'altra parte, Hao sta tramando nell'ombra su cosa potrebbe fare al fratello Yoh quando lo incontrerà di nuovo dopo tanti anni di separazione. |                   |                 |
| 11                                                                   | Storia di due uomini 「男二人」 - Otoko futari | 10 giugno 2021    | 9 agosto 2021   |
| 11                                                                   | Tornato a casa, Ren giura di sconfiggere suo padre En Tao dopo aver perso contro di lui in una battaglia. Nel frattempo, Yoh e gli altri partono per la Cina per salvare Ren. |                   |                 |
| 12                                                                   | Ren vs En - La fine dei Tao 「蓮VS円・道の終焉」 - Ren Bāsasu En Tao no shūen | 17 giugno 2021    | 9 agosto 2021   |
| 12                                                                   | Ren e i suoi alleati cercano e trovano En. Il capo della famiglia Tao si rivela essere un nemico formidabile, ma Yoh e i suoi compagni non si tirano indietro. Ren affronta il padre con tutte le sue forze ma questi non sembra cedere in alcun modo, viene però fermato dalla madre e dal nonno, il quale sostiene che En aveva perso nel momento in cui le sue convinzioni hanno vacillato. Il giorno successivo En dona a Ren la Spada Gioiello di Tuono, il cimelio più importante della famiglia, il quale gli tornerà molto utile in futuro. |                   |                 |
| 13                                                                   | E poi Hao! 「そしてハオ！」 - Soshite Hao! | 24 giugno 2021    | 9 agosto 2021   |
| 13                                                                   | Il gruppo di Yoh incontra Hao, il quale saluta il fratello e gli augura di diventare più forte in modo che possa farlo divertire quando sarà il momento opportuno. Così Yoh e il suo gruppo prendono un aereo dove inaspettatamente si tiene la prima prova, che prevede un viaggio diretto per il villaggio di Patch entro tre mesi. Il velivolo si rivela essere un Over Soul e tutti precipitano nel vuoto, ma Yoh sfrutta il suo Over Soul per salvare tutti i suoi amici. Più tardi incontrano Lilirara dei Seminoa che li attacca facendo uso di una potente illusione perché non vuole che nessuno assista alla cospirazione dei Patch, così i ragazzi hanno così alcune visioni sul passato riguardante Patch. Yoh e gli altri vogliono sapere la verità riguardante la faccenda, così il gruppo di Lilirara inizia ad attaccarli ma Horohoro sconfigge alcuni membri insultandoli in maniera particolare, il che fa ridere Lilirara e li prende in simpatia. Successivamente la giovane donna offre loro ospitalità dicendogli di credere nei loro sogni e di proseguire senza alcun dubbio nella strada che avevano deciso di percorrere. |                   |                 |
| 14                                                                   | Lyserg il Vendicatore 「リゼルグ・リベンジャー」 - Rizerugu Ribenjā | 1º luglio 2021    | 9 dicembre 2021 |
| 14                                                                   | Dall'Inghilterra arriva Lyserg Diethel, il quale chiede a Yoh di farlo entrare nella sua squadra, dimostrando di essere dotato di un Over Soul molto potente che assume la forma di un pendolo e che penetra tutto ciò che incontra. Il nuovo arrivato si dimostra molto presuntuoso, in particolar modo nei confronti di Horohoro, e lo sfida a combattere. A questo punto si scopre che Lyserg cova un odio profondo nei confronti di Hao perché questi uccise i suoi genitori quando era ancora un bambino e perciò ha bisogno di alleati molto forti per vendicarsi. Horohoro afferma che se riuscirà a batterlo potrà entrare in squadra, così lui e Ren si gettano all'assalto ma vengono battuti entrambi in un solo colpo. A questo punto Yoh sconfigge Lyserg con una sola mossa e questi racconta il suo passato, dopodiché entra in squadra. Nel frattempo, nonno Yohmei porta Anna nella camera proibita che custodisce il segreto millenario della famiglia Asakura. |                   |                 |
| 15                                                                   | Quando i pezzi vanno al loro posto 「歯車のかみあう時」 - Haguruma no kamiau toki | 8 luglio 2021     | 9 dicembre 2021 |
| 15                                                                   | Il nonno Yohmei guida Anna al tempio segreto della famiglia Asakura e le spiega la storia macchiata di sangue della famiglia a cui appartiene Yoh. Così le racconta il passato di Hao e il suo sogno di stabilire un regno governato da sciamani. Questi infatti era riuscito ad ottenere il controllo su tutti e cinque gli elementi della natura, i quali gli permisero di controllare a pieno la sua anima, ottenendo così il potere di reincarnarsi. Yohmei afferma di aver predisposto un piano per debellare la minaccia e rivela di essere in possesso dell'unica arma in grado di sconfiggerlo definitivamente, il Cho Senji Ryakketsu, ovvero il libro degli incantesimi che un tempo veniva usato dallo stesso Hao. Il libro sinistro viene così riaperto e fa rivivere Zenki e Goki, i due shikigami di Hao, che furono sigillati da quest'ultimo all'interno delle sue pagine. Grazie ai suoi grandi poteri sciamanici, Anna decide di prendersi cura di loro. |                   |                 |
| 16                                                                   | Arriva l'Ultra ciuffo a banana 「ウルトラリーゼントによろしく」 - Urutora Rīzento ni yoroshiku | 15 luglio 2021    | 9 dicembre 2021 |
| 16                                                                   | Horohoro si presenta alla sua squadra dopo molti giorni di assenza e dopo una commovente riunione, Yoh porta i suoi compagni nel luogo in cui 500 anni prima sorgeva il villaggio della Patch Tribe dove spera di trovare un indizio sulla storia di Hao e Patch. Dopo aver scoperto che l'area si è trasformata in una meta turistica, si imbattono in un cartello che vieta l'ingresso altrove, ma prima che possano andare oltre, i servi di Hao gli sbarrano la strada. Boris Tepes Dracula, uno sciamano vampiro della squadra avversaria, affronta Yoh e gli altri da solo mentre i suoi compagni si addentrano nel villaggio di Patch alla ricerca di qualche tesoro. Boris, sfruttando le sue abilità, morde Lyserg sul collo, trasformandolo in un vampiro e lo fa controllare dal suo spirito Blamaro, che rende il ragazzo un suo burattino. Tuttavia Amidamaru riesce a liberare Blamaro dalla schiavitù di Boris e questi si ribella contro il suo proprietario, schierandosi dalla parte di Yoh. |                   |                 |
| 17                                                                   | Le pistole degli Angeli 「天使のピストル」 - Tenshi no Pisutoru | 22 luglio 2021    | 9 dicembre 2021 |
| 17                                                                   | Tramite un flashback viene raccontato di come Ryu e Tokageroh hanno stretto amicizia. I due poi si mostrano felici di essere stati accettati da Yoh e così Ryu vuole farsi allenare da Yohmei per migliorare le proprie capacità. Il mattino seguente, Yohmei porta Ryu e Tokageroh presso un fiume dove li sottopone ad un intenso allenamento, poi racconta a Ryu della leggenda di Orochi e Susanoo. Tornando al presente, Ryu sfodera la sua Ama no Murakumo per sconfiggere Boris, dopodiché il primo perde i sensi ma viene salvato da Lyserg che crea una rete. Yoh vuole chiedere delle informazioni a Boris ma quest'ultimo viene ucciso da Michael l'Arcangelo, dopodiché appare Marco degli X-Laws che afferma che il suo gruppo stava partecipando allo Shaman Fight con lo scopo di sconfiggere Hao, dopodiché lascia andare il gruppo di Yoh, in quanto nessuno di loro era malvagio. |                   |                 |
| Arco dello scontro principale per diventare Shaman King (12 episodi) | |                   |                 |
| 18                                                                   | I Grandi spiriti e la mia squadra 「グレート・スピリッツそしてマイチーム」 - Gurēto Supirittsu soshite Mai Chīmu | 12 agosto 2021    | 9 dicembre 2021 |
| 18                                                                   | Anna ha un diverbio con Hao riguardante Yoh, dopodiché la ragazza se ne va accompagnata da Manta e gli altri. Intanto Yoh e il suo gruppo stanno per entrare nel villaggio di Patch e qui discutono sul fatto che Yoh ha spezzato per la seconda volta la spada di Amidamaru per aver aiutare Bill Burton, un servitore di Hao. Si decide quindi di scortare Bill fino al villaggio e di evocare Mosuke per riparare l'arma di Amidamaru, tuttavia Bill non vuole il loro aiuto ma gli rivela comunque che un dettaglio sui Patch. I ragazzi riprendono il cammino e Yoh ha una visione, poi questi si risveglia e incontra Silva con il quale parla di ciò che ha visto. Poco dopo Yoh si riunisce ai suoi compagni ed incontrano Anna e un altro sciamano chiamato Chocolove, che chiede di entrare a far parte del gruppo. Dopo aver rivelato dell'esistenza di tre squadre partecipanti allo Shaman Fight, ovvero la squadra di Hao, Gandhara e gli X-Laws, Chocolove viene accettato nel team mentre Anna vuole tornare al dormitorio. Alla fine Ren crea un suo team personale, prende con sé Horohoro e Chocolove e se ne va con loro. |                   |                 |
| 19                                                                   | Jaguar 「黒いジャガー」 - Kuroi Jagā | 19 agosto 2021    | 9 dicembre 2021 |
| 19                                                                   | Il gruppo di Yoh incontra Faust e questi gli chiede di entrare in squadra ma Ryu si rifiuta e il negromante se ne va. Altrove Lyserg parla con Marco, il quale desidera che venga dal loro maestro per una questione importante. Nel frattempo Anna consegna il Cho Senji Ryakketsu a Silva in quanto è stata già in grado di padroneggiare il libro. Il giorno dopo, su un'isola disabitata di Tokyo, i vari protagonisti raggiungono il luogo designato per l'inizio del torneo. Qui il Team di Ren deve fronteggiare il Team Terra, composto dai fratelli Boz e Peyote, così Chocolove si occupa dei primi due e li sconfigge utilizzando il suo Over Soul. Alla fine rimane solamente il loro leader, il quale si prepara ad affrontare Ren, Horohoro e Chocolove tutti insieme. |                   |                 |
| 20                                                                   | Il Natale di Joco 「チョコラブのクリスマス」 - Chokorabu no Kurisumasu | 26 agosto 2021    | 9 dicembre 2021 |
| 20                                                                   | Chocolove deve fronteggiare nuovamente i fratelli Boz mentre Peyote gli fornisce supporto ma il giovane sciamano rischia di perdere. Ad un certo punto ricorda del suo legame con il nonno e del fatto che il giaguaro è l'animale più potente e nobile di tutti, così riprendere le forze e sfrutta al massimo il suo Over Soul per controllare i fratelli Boz ma usa troppo furyoku e perciò lascia a Ren il compito di sconfiggere Peyote. Ren batte il suo avversario e dimostra di essere riuscito ad aumentare il proprio furyoku, intanto fuori dallo stadio Marco parla con Lyserg, il quale è diventato un nuovo membro degli X-Laws. |                   |                 |
| 21                                                                   | Jeanne, l'iron maiden 「アイアンメイデン・ジャンヌ」 - Aian Meiden Jannu | 2 settembre 2021  | 9 dicembre 2021 |
| 21                                                                   | Yoh e gli altri festeggiano la vittoria di Ren e del suo gruppo, dopodiché si presentano i fratelli Boz che si mostrano amichevoli nei loro confronti e gli spiegano che in passato avevano avuto a che fare con Hao. Ryu scopre poi che Lyserg si è unito agli X-Laws e questi si preparano ad affrontare il gruppo Niles al torneo. Jeanne chiede a Lyserg di dare prova delle sue capacità sconfiggendo gli avversari da solo e questi dà inizio ad una battaglia dove si porta presto in vantaggio ma non riesce a terminare un attacco in quanto Morphea, il suo spirito, gli si oppone. Jeanne e Marco lo rimproverano per la sua insicurezza e del fatto di non essere riuscito a controllare il suo spirito, poi Jeanne dà il colpo di grazia ad Anatel, uccidendolo. I suoi compagni tentano di vendicarlo ma vengono a loro volta eliminati, segnando così la vittoria degli X-Laws. |                   |                 |
| 22                                                                   | Andrò ovunque con te 「あなたとならどこまでも」 - Anata to nara doko made mo | 9 settembre 2021  | 9 dicembre 2021 |
| 22                                                                   | Il gruppo di Yoh trascorre tranquillamente la serata e Faust dice a Manta che il giorno dopo si sarebbe tenuto l'ultimo incontro preliminare dello Shaman Fight che avrebbe visto lui, Yoh e Ryu impegnati in uno scontro molto importante. Arriva così il momento del confronto e il Team delle Terme di Funbari sfida gli Icemen; dopo una dimostrazione dei propri poteri, il leader della squadra avversaria, Pino Graham, e i suoi compagni attaccano Faust credendo che sia l'anello debole, ma questi riesce a sorprenderli in più modi difendendosi. Dopo aver ribadito il legame che lo unisce ad Eliza e i suoi compagni, Faust prepara il suo Over Soul per sfoderare un potentissimo attacco. |                   |                 |
| 23                                                                   | Il potere di Yoh 「葉力」 - Yō ryoku | 16 settembre 2021 | 9 dicembre 2021 |
| 23                                                                   | Faust riesce ad utilizzare Mephistopheles per trasformare lo spirito di Eliza in un demone e riesce così a intimorire gli Icemen. Il leader Pino decide quindi di usare Druid Magic per congelare tutta l'area e Ryu glielo impedisce utilizzando il potere di Orochi. Pino tenta così di attaccare Yoh ma questi lo respinge con facilità, poi tutti gli Icemen combinano le loro forze per fronteggiare il loro avversario ma Yoh mostra di possedere un potere che va oltre le loro capacità e li sconfigge. Fuori dallo stadio Hao incontra Ren e gli propone di unirsi a lui, ma questi si rifiuta e lo attacca ma la sua lancia si spezza. Nel frattempo gli Icemen passano la serata con il Team delle Terme di Funbari mentre Yoh e Lyserg si preparano a parlare di cose importanti sulla spiaggia. |                   |                 |
| 24                                                                   | Non fidarsi è meglio 「正義に一番必要なもの」 - Seigi ni ichiban hitsuyō na mono | 23 settembre 2021 | 9 dicembre 2021 |
| 24                                                                   | Sulla spiaggia Lyserg chiede scusa a Yoh per essersi allontanato senza dire nulla, poi il suo interlocutore nota una sua ferita nella zona del collo e lo saluta. Poco dopo sopraggiunge Marco che punisce Lyserg per non aver obbedito ciecamente agli ordini e tende un agguato con gli altri X-Laws a Yoh, poi Jeanne propone a quest'ultimo di schierarsi dalla loro parte per sconfiggere Hao ma il ragazzo rifiuta. Il giorno successivo, il Team Hanagumi si aggiudica facilmente un incontro contro i Production, poi tocca agli Hoshi-gumi, ovvero la squadra di Hao, affrontare gli X-III, ovvero una parte degli X-Laws. Tuttavia lo scontro si rivela presto una carneficina dove Hao mostra la sua superiorità uccidendo uno ad uno i suoi avversari grazie allo Spirito del Fuoco. Alla fine Yoh sostiene che non riesce più a sopportare di vedere un altro massacro del genere. |                   |                 |
| 25                                                                   | Il grande onmyoji, Hao Asakura 「大陰陽師麻倉葉王」 - Dai onmyōji Asakura Hao | 30 settembre 2021 | 9 dicembre 2021 |
| 25                                                                   | Hao sopravvive all'esplosione e dimostra che lo Spirito del Fuoco è in grado cambiare elemento se la situazione lo richiede. Il gruppo di Yoh scopre il legame che ha quest'ultimo con Hao e poi questi decide di far divorare le anime dei suoi avversari allo Spirito del Fuoco. Successivamente Silva si reca da Radim dal quale preleva delle registrazioni che mostrano le tecniche di Hao, ma due membri della Patch Tribe vogliono eliminarlo in quanto lo ritengono un traditore e attendono il momento giusto per agire. Nel frattempo il gruppo di Yoh pensa al futuro mentre Yohmei riflette sul passato di Hao e della sua storia con la famiglia Asakura. |                   |                 |
| 26                                                                   | Il tifone Mikihisa 「幹久タイフーン」 - Mikihisa Taifūn | 7 ottobre 2021    | 13 gennaio 2022 |
| 26                                                                   | Yoh parla di Hao ai suoi amici e gli spiega che il suo gemello è la sua controparte malvagia. Intanto Hao sta parlando con due membri della Patch Tribe sul fatto che gli sciamani leggano il flusso della natura e ciò gli permette di scegliere il giusto percorso da intraprendere, poi afferma che una volta ottenuto il potere del Grande Spirito inizierà la vera e propria battaglia. Mikihisa e Keiko Asakura si recano da Ching Tao, il nonno di Ren, e qui vogliono consegnare il Cho Senji Ryakketsu per migliorare il potere del nipote. Così Mikihisa cerca Ren e lo sfida per mettere alla prova le sue abilità e come risultato questi sblocca il suo nuovo Over Soul ma ciò non basta per sconfiggere il suo avversario. Alla fine Horohoro vuole intervenire per aiutare il suo compagno ma Ren lo fa desistere sostenendo che non deve vacillare dinanzi alle difficoltà. |                   |                 |
| 27                                                                   | Addio per sempre 「永遠にサヨナラ」 - Eien ni sayonara | 14 ottobre 2021   | 13 gennaio 2022 |
| 27                                                                   | Ren non si arrende e Mikihisa gli chiede se vuole che gli insegni il Cho Senji Ryakketsu ma il ragazzo rifiuta e afferma che se lo sarebbe preso da solo combattendo. Tuttavia Ren perde e mentre si riprende Mikihisa gli spiega del motivo per cui gli adulti vogliono lasciare il destino del mondo in mano ai ragazzi, ovvero perché quest'ultimi non conoscono ancora i loro limiti. A questo punto si presentano Nichrom e Magna della Patch Tribe che vogliono impedire a Ren di ottenere nuove informazioni sul Cho Senji Ryakketsu e così arrivano anche Peyote, Tabarsi e Zang-Ching per tendere un agguato al gruppo. Poi Magna minaccia di uccidere i due giovani Redseb e Seyram, i compagni di squadra di Miki, i quali si trovano da un'altra parte e che vengono presto aggrediti dal Team Hanagumi ma vengono in loro soccorso Jun, Anna e Tamao. Intanto Ren sconfigge velocemente sia Tabarsi che Zang-Ching ma Nichrom vuole vendicarsi di Ren perché ha ucciso suo fratello Chrom, così lo riduce in fin di vita con il suo Over Soul. Alla fine Horohoro e Chocolove si preparano a fronteggiare la fortezza mobile di Nichrom. |                   |                 |
| 28                                                                   | La decisione di Yoh 「葉の決めた事」 - Yō no kimeta koto | 21 ottobre 2021   | 13 gennaio 2022 |
| 28                                                                   | Zang-Ching continua a ferire Horohoro e Chocolove facendogli capire che se non riescono a battere lui non saranno mai in grado di fronteggiare Hao con un livello di furyoku tanto basso. Sulla scena si palesa Yoh il quale con un solo colpo ribalta la situazione e salva i suoi amici dalle grinfie dei nemici. Poco dopo arrivano anche Ryu e Faust e così Nichrom è costretto a battere in ritirata vista l'inferiorità numerica, poi Faust afferma che non può fare nulla per Ren in quanto il suo corpo e già morto, allora Yoh dice a Manta di chiedere aiuto a Jeanne per salvargli la vita. Nel frattempo Jun, Anna e Tamao continuano lo scontro con il Team Hanagumi, poi la squadra di Yoh viene raggiunta da Jeanne, Marco, Lyserg e Manta e qui iniziano le trattative per salvare la vita di Ren. |                   |                 |
| 29                                                                   | Emeth 「emeth」 - Emeto | 28 ottobre 2021   | 13 gennaio 2022 |
| 29                                                                   | La scena si sposta su Jun, Anna e Tamao che sono ancora alle prese con il Team Hanagumi, squadra che desidera prendere le anime di Redseb e Seyram. Quest'ultimi però riescono a mettersi in salvo guidati da Anna mentre le altre due sciamane continuano ad affrontare le loro avversarie e in questo lasso di tempo il bambino spiega ad Anna che vuole partecipare allo Shaman Fight con l'intenzione chiedere al Grande Spirito di far tornare le emozioni in sua sorella Seyram dato che non è più in grado di percepirle e manifestarle dopo l'assassino del padre avvenuto tre anni prima. Redseb spiega anche che l'unica cosa che loro padre gli ha lasciato è un Golem che sono in grado di controllare grazie ai loro poteri sciamanici, mezzo che poi sfruttano per andarsene dopo aver salutato Anna. Nel frattempo Tamao e Jun vengono entrambe sconfitte e mentre il Team Hanagumi sta per finirle interviene Mikihisa che sconfigge gli spiriti avversari e poi dà una lezione di vita a tutte e cinque le presenti, poi sulla scena si presenta Magnascope della Patch Tribe che porta via il Team Hanagumi sostenendo che possono essere ancora utili ai loro scopi. |                   |                 |
| Arco del terribile Monte Osore Le Voile (4 episodi)                  | |                   |                 |
| 30                                                                   | Au revoir, Monte Osore 「恐山ル・ヴォワール un1」 - Osorezan Ru Vowāru An | 4 novembre 2021   | 13 gennaio 2022 |
| 30                                                                   | Jeanne accetta l'incarico di curare Ren ma Marco è molto dubbioso nei confronti di Yoh in quanto quest'ultimo sembra voler abbandonare lo Shaman Fight per salvare un suo compagno e crede che in realtà vi sia dietro un trucco. Nonostante ciò il ragazzo e il suo gruppo se ne vanno e la scena si sposta indietro nel 1995, ovvero quando Yoh aveva dieci anni, e qui viene mostrato quando fu decisa la sua futura sposa e l'incontro con Matamune, uno spirito che ha il compito di accompagnare Yoh nel suo viaggio. Yoh e Matamune prendono così un treno e viaggiano diretti ad Aomori, discutono un po' su argomenti che un giorno il ragazzo imparerà nel corso del tempo ed infine si separano perché Matamune deve rendere omaggio a Kino. In questa circostanza il ragazzo incontra per la prima volta Anna, con la quale però non riesce a legare per via del comportamento scostante di quest'ultima; altrove Kino spiega a Matamune che Anna è maledetta fin dalla nascita e che anche lui potrebbe non uscirne indenne. Alla fine Yoh viene attaccato da un demone e Matamune viene in suo soccorso. |                   |                 |
| 31                                                                   | Au revoir, Monte Osore 2 「恐山ル・ヴォワール deux2」 - Osorezan Ru Vowāru Du" | 11 novembre 2021  | 13 gennaio 2022 |
| 31                                                                   | Dopo che Yoh ha scoperto da Kino che la ragazza che ha incontrato nel corso del pomeriggio è Anna, quest'ultima fa ritorno a casa e il ragazzo non riesce a comprendere il motivo per cui non riesce a rompere il ghiaccio con quest'ultima, poi discute con Matamune riguardo ad un possibile legame tra il demone e la giovane. Il giorno dopo, il 31 dicembre, Kino parla con Matamune riguardo l'imminente Shaman Fight e Hao che deve essere assolutamente sconfitto da Yoh. Nel frattempo le cose tra Yoh e Anna non sembrano progredire e il primo riesce finalmente a verificare la sua tesi riguardo al demone, e dietro alle spalle della fanciulla ne appare uno che comincia ad attaccarlo, poi scopre dalla stessa Anna che questa situazione si verifica ogni volta che esce di casa. Yoh si fa coraggio ed affronta la creatura ma questa si scompone in vari fuochi fatui dopo che Anna urla il nome del ragazzo. Alla fine Matamune racconta a Kino di come ha conosciuto Hao spiegando che la sua gentilezza e il suo furyoku hanno fatto si che i demoni gli consumassero l'anima rendendolo malvagio. |                   |                 |
| 32                                                                   | Au revoir, Monte Osore 3 「恐山ル・ヴォワール trois3」 - Osorezan Ru Vowāru Torowa | 18 novembre 2021  | 13 gennaio 2022 |
| 32                                                                   | Mentre passano l'ultima sera dell'anno a guardare la televisione, Yoh parla con Anna riguardo al fatto che questa sia in grado di leggere nei pensieri altrui e che desidera condurre una vita semplice. Dopo un po', Yoh invita la ragazza a fare una passeggiata ma all'improvviso vengono circondati da un nutrito gruppo di demoni, così arriva Matamune che decide di occuparsene personalmente lasciando i due ragazzi liberi di andarsene. Nonostante ciò i due giovani vengono presto fermati da un demone gigante e Matamune viene colpito, poi Yoh si rende conto che queste creature vengono generate inconsapevolmente dalle emozioni negative di Anna. A questo punto Matamune si ritrova costretto ad utilizzare tutto il furyoku donatogli in passato da Hao per sferrare un ultimo disperato attacco ma ciò non si rivela sufficiente a sconfiggere il nemico, così il grande demone afferra Anna e gli spiega che ha bisogno dei suoi poteri, dopodiché fugge tenendo quest'ultima in una mano. Alla fine Yoh cerca di farsi coraggio nell'andare a salvare Anna ma dinanzi lui si presenta Isao Gumakura che desidera aiutarlo nell'impresa. |                   |                 |
| 33                                                                   | Au revoir, Monte Osore 4 「恐山ル・ヴォワール quatre4」 - Osorezan Ru Vowāru Kyatoru | 25 novembre 2021  | 13 gennaio 2022 |
| 33                                                                   | Yoh, Matamune e Gumakura si fanno strada nella neve e trovano il grande demone che afferma che si è ricaricato di energia grazie ai poteri di Anna, poi appare quest'ultima che ha il cuore influenzato dai sentimenti negativi verso il prossimo. A questo punto Yoh decide, seppure con profondo dispiacere, di unire il suo spirito con quello di Matamune che scompare mentre il ragazzo sconfigge il demone utilizzando il Cho Senji Ryakketsu. Con la promessa di ripristinare l'anima di Matamune, Yoh e Anna vengono portati via da Gumakura che gli da un passaggio in macchina mentre Kino ha raccolto le 1080 perle che fungevano da strumenti per gli spiriti demoniaci del luogo e le ha unite per formare una collana che ha successivamente dato ad Anna. Dopo aver salutato nonna Kino, Yoh prende il treno e scopre con sua grande sorpresa che verrà accompagnato per un breve tratto da Anna che ha deciso di ringraziarlo per ciò che ha fatto e gli chiede di mantenere la promessa di diventare più forte, poi lei scende alla fermata successiva mentre Yoh comincia a riflettere un po' riguardo a una busta consegnatagli in precedenza da Kino contenente alcune poesie di Matamune. |                   |                 |
| Arco dei Cinque Guerrieri (19 episodi)                               | |                   |                 |
| 34                                                                   | Essere re 「王者になる方法」 - Ōja ni naru hōhō | 2 dicembre 2021   | 13 gennaio 2022 |
| 34                                                                   | Yoh finisce di raccontare la sua storia ad Amidamaru, poi arriva Anna che dice a Yoh di non perdere di vista il suo obiettivo nonostante abbia abbandonato lo Shaman Fight. Nel frattempo Jeanne sta per iniziare il rituale di rianimazione di Ren però Marco si oppone in quanto questi in passato uccise uno dei loro dieci ufficiali per ottenere la sua Oracle Bell, ma la ragazza lo fa desistere perché vuole mantenere la promessa fatta a Yoh. Così Jeanne ordina a Shamash di baciare Ren riportandolo tra i vivi mentre Ryu e Manta fanno irruzione sul luogo per vedere come sta il loro amico e con lo grande sorpresa Ren si rialza e dimostra di aver aumentato il suo furyoku sconfiggendo gli angeli degli X-Laws. Dopodiché Ren e i suoi compagni se ne vanno, poi il primo dice a Yoh di voler chiedere scusa a Nichrom per aver ucciso il fratello Chrom. Altrove, i servitori di Hao vogliono attaccare gli altri sciamani ma Horohoro li ferma ed ingaggia un combattimento con Bill, il quale riesce a sopraffarlo ma viene salvato dal padre che lo sconfigge. Alla fine Horohoro si prepara ad affrontare l'ingegnoso Brocken Meyer, un altro seguace di Hao. |                   |                 |
| 35                                                                   | Riunione 「再会の白少年」 - Saikai no shiro shōnen | 9 dicembre 2021   | 13 gennaio 2022 |
| 35                                                                   | Horohoro richiama gli spiriti guida degli Iceman per affrontare Brocken e riesce a sconfiggerlo. Successivamente Peyote, Tabarsi e Zang-Ching rinvengono il corpo senza vita di Bill ed iniziano a cercare il responsabile dell'accaduto in quanto è un affronto verso il loro padrone Hao. Nel frattempo Lyserg scorta Horohoro da Yoh e i suoi amici e poi spiega che gli X-Laws gli hanno affidato l'angelo Zelel; terminata la spiegazione vengono attaccati dal trio di servi di Hao che distruggono l'edificio in cui i ragazzi risiedono. Ren sconfigge facilmente Zang-Ching mentre Ryu si fa avanti per difendere Lyserg ma viene colpito duramente dallo spirito di Peyote e rischia di morire. Proprio mentre crede che sia giunta la fine, Ryu si risveglia e viene salvato dai Gandhara che mettono in fuga i nemici e una giovane donna, Sati Saigan, lo rassicura che si vedranno nuovamente allo Shaman Fight. Altrove, Chocolove decide di andare fare visita agli Shaft, un gruppo di sue vecchie conoscenze, ma trova tutti quanti uccisi da Redseb e Seyram, i quali vogliono vendicare il padre ucciso proprio dagli Shaft. |                   |                 |
| 36                                                                   | Redseb e Seyram 「ルドセブとセイラーム」 - Rudosebu to Seirāmu | 16 dicembre 2021  | 13 gennaio 2022 |
| 36                                                                   | Mikihisa invia due spiriti messaggeri ad Anna e Yoh, intanto Chocolove continua ad affrontare Redseb, Seyram e il loro Golem, ma viene ucciso così sopraggiungono Ryu e Yoh che vengono a soccorrere l'amico deceduto. Yoh inizia a difendersi dai furiosi attacchi del Golem mentre Ryu prende con sè Chocolove e i membri della sua gang e si reca dai Gandhara, i quali hanno il potere di far risvegliare i morti. Altrove si intravedono Manta e Anna mentre iniziano a dirigersi verso il luogo dello scontro, intanto Yoh tiene a bada Redseb e il Golem grazie a Mic, lo spirito di Chocolove. Dopo aver messo alle strette il suo avversario, Yoh fa ragionare Redseb ma il Golem si ribella e ferisce gravemente Yoh, e all'improvviso appare Hao che ferma il Golem con l'intento di portare via Seyram. Yoh cerca di far fuggire Redseb ma si ritrovano circondati dal Team Hanagumi e dagli altri servitori di Hao; qui Luchist spiega a Yoh che Seyram è stata impossessata dallo spirito del creatore del Golem, Camel Muntzer, il quale comanda il potente macchinario per utilizzarlo contro lo Spirito del Fuoco di Hao. Nonostante le profonde ferite, Yoh tenta di impedire ad Hao di impadronirsi del Golem ma viene salvato in tempo da Lyserg, Horohoro e Ren. |                   |                 |
| 37                                                                   | Venti di risate 「笑いの風」 - Warai no kaze | 23 dicembre 2021  | 13 gennaio 2022 |
| 37                                                                   | Redseb si rende conto che suo padre non riesce a vederlo perché ossessionato dal Golem ma Yoh lo rincuore dicendogli di credere in lui. Poco dopo Yoh vuole affrontare Hao con un Over Soul ispirato a quello di Matamune e questo porta Hao ad andarsene perché gli ricorda dell'unico amico che abbia mai avuto, ovvero lo stesso Matamune. Yoh perde coscienza per via del troppo furyoku utilizzato ma il Golem è ancora attivo e attacca gli sciamani. Si scopre poi che Mikihisa conosce Camel da molto tempo e che questi gli fece l'esplicita richiesta di prendersi cura dei suoi figli nel caso fosse successo qualcosa, così spera che Yoh possa salvare la situazione. Redseb cerca di farsi riconoscere dal padre ma quest'ultimo lo attacca, appare però lo spirito di Orona, maestro di Chocolove, che salva tutti e racconta dell'infanzia del suo allievo. Arriva anche lo stesso Chocolove, redivivo, il quale dice a Camel di essere stato lui ad ucciderlo tre anni prima ma che questo non significava nulla in quanto il suo spirito è ancora vivo. A questo punto usa il Double Over Soul per diventare Jaguarman e affronta il Golem ma il duello si conclude in parità per mano di Anna. Lo scienziato, resosi conto delle proprie azioni, decide di cancellare il Golem e si scusa con i figli ma Anna gli vieta di scomparire e gli dice di unirsi alla loro squadra. Alla fine viene allestita una festa a cui partecipano quasi tutti. Tempo dopo, mentre si trovano in una foresta, Chocolove rivela a Yoh di aver perso la vista a seguito della sua resurrezione ma di essere comunque felice per aver risolto la questione di Redseb e Seyram. |                   |                 |
| 38                                                                   | Diploma 「卒業」 - Sotsugyō | 6 gennaio 2022    | 13 gennaio 2022 |
| 38                                                                   | Goldva ordina ai suoi sottoposti di occuparsi della riabilitazione di Silva prima che quest'ultimo possa influenzare negativamente la Patch Tribe. Dopo che i Gandhara si sono aggiudicati un altro incontro, Opacho riferisce a Yoh che Hao desidera che lui riprenda lo Shaman Fight altrimenti ucciderà Redseb e Seyram. Successivamente Yoh discute con Amidamaru per riprendere la competizione e Anna gli riporta il suo Oracle Bell. Dopo essersi deciso a tornare in gara, Ren e Horohoro conversano un po' riguardo alla vicenda, concludendo che se ciò avverra diventeranno più forti. Nel frattempo, Yoh si reca da Marco e dal resto degli X-Laws per spiegare il suo ripensamento e afferma che non vuole più supplicare il prossimo per ottenere ciò che vuole ma desidera usare la forza. Yoh combatte contro Sariel, l'angelo di Marco, dimostrando essere diventato molto più forte. Quando Marco sta per giustiziare il ragazzo, Yoh usa due Over Soul grazie agli spiriti Imari e Shigaraki presi in prestito dal padre. Lo scontro tra Marco e Yoh riprende ma viene interrotto da Luchist, fondatore degli X-Laws, che vuole aiutare Yoh per conto di Hao, poi sconfigge diversi angeli usando Lucifer. Yoh salva Marco prima che venga ucciso da Luchist, affermando che vuole impedire che vi siano altri spargimenti di sangue inutili. Alla fine si scopre che Marco e Luchist sono vecchi amici e i due decidono di affrontarsi per dimostrare la rispettiva superiorità nei confronti dell'altro. |                   |                 |
| 39                                                                   | Il Summit 「サミット」 - Samitto | 13 gennaio 2022   | 26 maggio 2022  |
| 39                                                                   | Marco e Luchist proseguono lo scontro, mentre Yoh si allea con Lyserg per fermarli. Marco viene sconfitto, così interviene Yoh che riesce a battere Luchist mediante un ingegnoso piano elaborato con Lyserg. Successivamente viene rivelato che Jeanne è solo una ragazza comune, poi Marco racconta un po' del suo passato e tenta di suicidarsi ma la Jeanne lo ferma. Il giorno successivo tutti quanti, compresi Luchist e Opacho, si ritrovano a tavola per discutere del ritorno di Yoh nello Shaman Fight e che per diventare re degli sciamani durante la suddetta competizione bisogna sconfiggere i 10 Patch di guardia. Lyserg chiede dei chiarimenti al riguardo e Anna spiega che solo determinati sciamani sono degni di accedere alle fasi finali e perciò gli scontri disputati servono a vedere se si è in grado di ricoprire un ruolo così importante. Più tardi, si disputa il secondo round del torneo che vede il Team The Ren (composto da Ren, Horohoro e Chocolove) affrontare il Team Myo, membri dei Gandhara. |                   |                 |
| 40                                                                   | Umiltà 「不自負」 - Jifurazu | 20 gennaio 2022   | 26 maggio 2022  |
| 40                                                                   | Il Team The Ren continua a combattere contro il Team Myo, e qui Ren dà subito prova di essere diventato molto più forte grazie ad un allenamento tenutosi alcuni giorni prima con Pascal Avaf, uno spirito. Nonostante ciò Ren viene sconfitto da Yainage mentre Chocolove da Jackson, lasciando così Horohoro solo contro Kado. Inizialmente sembra perdere la speranza, ma poi lo sciamano viene incoraggiato da Pascal a dare il meglio di sè e ribalta presto la situazione creando fuoco dal ghiaccio. Altrove, Luchist informa Hao che suo fratello Yoh è diventato ancora più forte, così Hao afferma che è arrivato il momento del Festival delle Stelle. Dopo essersi aggiudicato la vittoria, Ren e Chocolove si riprendono e viene annunciato che il prossimo round si terrà tra il Team Hanagumi e il Team Magical Princess. |                   |                 |
| 41                                                                   | Incontri all'Inferno 「地獄めぐりあい」 - Jigoku meguriai | 27 gennaio 2022   | 26 maggio 2022  |
| 41                                                                   | Durante un viaggio in macchina, Lyserg parla a Marco e Jeanne del fatto che desidera fermare Hao ad ogni costo anche se adesso non è più intenzionato a vendicarsi per la morte dei suoi genitori, intanto il Team Hanagumi vince contro il Team Magical Princess. Altrove, mentre Hao sta pensando a sua madre, viene attaccato da altri membri degli X-Laws che tentano di ucciderlo, ma quest'ultimi vengono poi annientati dallo stesso sciamano. Nel frattempo, Marco, Jeanne, Lyserg, Manta e Tamao vengono attaccati da Anatel Pokki del Team Nile che vuole sterminare gli X-Laws. Yoh incontra Sati, la quale lo uccide a malincuore per inviarlo in una missione all'Inferno e qui incontra il suo predecessore Yohken che ha sconfitto Hao nel torneo passato usando il potere di Matamune. Alla fine Yoh rivela lo Spirit of Sword Superanima: Byakko. |                   |                 |
| 42                                                                   | Una grande prova 「大試練」 - Dai shiren | 3 febbraio 2022   | 26 maggio 2022  |
| 42                                                                   | Yoh utilizza lo Spirit of Sword Superanima per contrastare il Goblin Tengu di Yohken, ovvero l'ultima tecnica ascetica che lo portò alla morte 500 anni prima. In seguito Yoh usa il potere della purificazione per sconfiggere il Goblin Tengu e riesce a far riappacificare il suo avversario. Nel frattempo, Ryu scopre da Sati un modo per sconfiggere Hao, ovvero quello di riunire i Cinque Spiriti Superiori e farli controllare dai Cinque Guerrieri, Yoh, Ren, Horohoro, Chocolove e Lyserg. Appare poi Namari, ufficiale Patch dei Gandhara, che annuncia di voler rubare i Cinque Spiriti in quanto appartengono ai Patch e in seguito arrivano pure Zang-Ching, Tabarsi e Bill. Zang-Ching provoca Ryu, poi colpisce alle spalle Sati. All'Inferno, Yoh e Yohken parlano per un po', poi l'anima di quest'ultimo viene uccisa da un oni e così Yoh deve affrontare un esercito di suoi simili. Altrove, il Team Myo tende un agguato al Team The Ren e a Lyserg, portandoli negli inferi, e ognuno di loro deve affrontare una prova. Allo stesso tempo, Anahol cerca di uccidere Tamao ma viene fermato in tempo da Marco. Alla fine si presenta Hao che afferma che esiste una tecnica per far rivivere gli altri, ma solo Sati e Faust sono in grado di eseguirla. |                   |                 |
| 43                                                                   | La fine di un sogno 「夢の終わり」 - Yume no owari | 10 febbraio 2022  | 26 maggio 2022  |
| 43                                                                   | Hao mette alle strette Marco impedendogli di salvare Tamao. Nel frattempo, i Patch affermano che il loro dovere è quello di proteggere lo Shaman King mentre all'Inferno Ren, Horohoro e Chocolove continuano ad affrontare diversi ostacoli e Lyserg si oppone alla sua oscurità interiore. Anna interviene e impegna Hao in un combattimento mentre Yoh sconfigge un demone e gli chiede di farsi portare dal capo dell'Inferno. Redseb e Seyram riescono a mettere in salvo Jeanne, Marco, Lyserg e Tamao grazie al Golem poi Faust usa una potente magia curativa per far ritornare in vita Yoh il quale sconfigge velocemente Tabarsi e Zang-ching. Prima che possano essere circondanti da un gruppo di uomini venuti per investigare sul satellite utilizzato dagli X-Laws, Yoh e gli altri se ne vanno. Il Team Hanagumi decide così di attaccare il Team Myo ma vengono ostacolate dal Team The Ren, i cui membri sono stati resuscitati da Jun, così arriva Brocken che dice alle tre ragazze che le è stata affidata un'altra missione sulla spiaggia. Lyserg riesce poi a combattere la sua oscurità eliminando un demone e diventando più forte, poi Peyote tradisce Hao e assieme a Tamurazaki, la guardia del corpo di Manta, stermina quasi tutti gli altri servitori. Peyote esegue un attacco suicida mentre Tamurazaki spiega la situazione ai suoi superiori affermando che non manca molto prima che possano mettere le mani sul Grande Spirito. Alla fine il Team Hanagumi si reca a chiedere aiuto ad Hao ma questi desidera sfruttarle per assorbire le loro anime.                                                                                     |                   |                 |
| 44                                                                   | Parlare con calma 「ゆっくり話す」 - Yukkuri hanasu | 24 febbraio 2022  | 26 maggio 2022  |
| 44                                                                   | Hao è intenzionato a divorare le anime del Team Hanagumi ma Anna gli si oppone utilizzando i suoi poteri per richiamare due shinigami. Hao assorbe così il potere di uno di questi e recupera il reiryoku perduto e decide di utilizzare l'Armatura Over Soul: Spirito del Fuoco Kurobina per impadronirsi del Grande Spirito. Altrove, Mikihisa trova i cadaveri dei servitori di Hao e dà l'allarme, poi Jeanne si risveglia e Sati le chiede se può aiutarla a far tornare in vita i suoi compagni uccisi. Nel frattempo Hao ha deciso di andarsi a bere un caffè con Yoh mentre Anna veglia sugli spiriti del Team Hanagumi e dice che la squadra si deve ricomporre. Hao conversa pacificamente con Yoh riguardo agli ultimi avvenimenti e se ne va. La squadra di Sati torna in vita e fanno un riepilogo di ciò che è successo al Team The Ren e l'unico che manca all'appello è Lyserg, l'ultimo dei Cinque Guerrieri rimasto all'Inferno. Il giorno dopo si tiene la sfida tra il Team delle Terme di Funbari e il Team The Ren e qui Yoh si rende conto di quanto siano migliorati Ren e Horohoro. Yohmei riunisce Mikihisa, Keiko, Kino, Yohken e i parenti di Ren sostenendo che per sconfiggere Hao possono fare affidamento su Brocken, l'unico superstite del massacro sulla spiaggia. |                   |                 |
| 45                                                                   | La prima e l'ultima volta 「最初で最期の」 - Saisho de saigo no | 3 marzo 2022      | 26 maggio 2022  |
| 45                                                                   | Nonostante il colpo di Ren sia andato a segno, Yoh riesce a rialzarsi e gli dice che è sopravvissuto perché in fondo al suo cuore ha esitato ad ucciderlo e lo scontro tra le due squadre riprende. Ad un certo punto entra in scena Lyserg, resuscitato dall'Inferno grazie a Sati, che interrompe la battaglia. Sati annuncia poi che sia i Gandhara che i Kabbalahers si sono ritirati dal torneo e che rimangono solo quattro squadre, Hoshi-gumi, Terme di Funbari, The Ren e il Team X-I (quest'ultimi tornati in gara) e che la competizione può entrare nella sua fase successiva. Alla sera, Hao si unisce a Yoh e i suoi amici per fare un bagno e svela alcune importanti informazioni riguardanti Mansumi, il padre di Manta, il quale sta cercando i Grandi Spiriti che si trovano nel continente perduto di Mue. Successivamente i gruppi di Yoh e Hao formano un'alleanza per fermare le forze di Mansumi. |                   |                 |
| 46                                                                   | La vera giustizia 「真実の正義」 - Shinjitsu no seigi | 10 marzo 2022     | 26 maggio 2022  |
| 46                                                                   | Hao inizia ad affondare la flotta di Mansumi e dimostra il potere che ha guadagnato nel corso di un millennio. In seguito Lihi, un membro degli X-Laws, cerca di fermare Hao richiamando il suo angelo Azazel ma viene sconfitto facilmente mentre la strega Teruko Amano muore per via di una contromaledizione. A seguito di ciò, Hao si ritira e dice al gruppo di Yoh che possono farsi avanti, così quest'ultimi prendono un sottomarino dei Patch e si recano nel continente di Mue dove incontrano anche gli altri tre team ancora in gara. Qui i Patch danno il via alla seconda fase dello Shaman Fight, ma i gruppi Terme di Funbari, The Ren e X-I decidono di abbandonare la competizione e affrontare Hao cooperando. Quest'ultimo viene così dichiarato vincitore e viene dato inizio alla cerimonia di unione con il Grande Spirito e si reca nel Santuario del Re. Luchist si oppone agli altri sostenendo che il percorso è sacro ed inizia a lottare con Marco; lo scontro vede la morte di entrambi. Così Yoh e gli altri partono alla volta del Santuario del Re ma Silva gli sbarra la strada, perciò si preparano a fronteggiarlo in un combattimento. |                   |                 |
| 47                                                                   | Plants 「プラント」 - Puranto | 17 marzo 2022     | 26 maggio 2022  |
| 47                                                                   | Mentre combatte contro Silva, Yoh nota che si comporta in modo diverso dal solito, poi due membri dei Patch rivelano che devono affrontare 10 Plants, ovvero dei piani in cui bisogna sconfiggere un differente guardiano per ognuno di essi, e si ritirano assieme a Silva. Il gruppo di Yoh attraversa il primo cancello e giungono nel Plant del Deserto dove Ren, Ryu e Horohoro combattono contro Namari che viene ucciso; anche Ryu perde la vita ma viene resuscitato. In seguito si scopre che quasi tutti i personaggi morti sulla spiaggia sono stati resuscitati ma non viene rivelato chi sia il responsabile. Yoh e gli altri arrivano così al Plant della Gola e Lyserg affronta Bron. |                   |                 |
| 48                                                                   | Finora è sempre stato cosi 「これまでずっと」 - Kore made zutto | 24 marzo 2022     | 26 maggio 2022  |
| 48                                                                   | Combinando le forze, Lyserg e Jeanne riescono a sconfiggere Bron. Il gruppo si reca così nel Plant del Vulcano e qui Ren affronta Magna, altro guardiano dei Patch. Intanto Hao arriva all'ultimo cancello, il Plant Spaziale, dove il guardiano Rutherfor lo scorta fino al suo trono. Yoh nota che Opacho è in grado di leggere i pensieri altrui e crede che Hao desideri che loro lo raggiungano per qualche motivo. Poco dopo, gli sciamani arrivano nel Plant Lacustre e si scontrano con Radim. |                   |                 |
| 49                                                                   | Buonanotte 「おやすみ」 - Oyasumi | 31 marzo 2022     | 26 maggio 2022  |
| 49                                                                   | Il combattimento contro Radim prosegue e Faust si sacrifica per tentare di sconfiggerlo. Yoh, dopo aver promesso all'amico appena morto di riportarlo in vita, uccide Radim utilizzando lo Stile Amida: Na-avidya. In seguito lo spirito di Faust rassicura gli amici mentre Redseb e Seyram fanno breccia nelle rovine di Mu per cercare di fermare Hao. I due però muoiono e diventano spiriti, poi Goldva distrugge il Golem e lo Spirito del Fuoco divora Seyram. Il gruppo delle Terme di Funbari prosegue il suo cammino e incontrano Kalim, Horohoro lo affronta ma viene sconfitto subito. Sotto consiglio di Kalim, il gruppo si prende una pausa per recuperare le forze. Nel frattempo, i Gandhara si sono impossessati degli Spiriti dello Pioggia, del Tuono e del Vento, poi Sati afferma che oltre allo Spirito del Fuoco di Hao, manca all'appello solo quella della Terra. Redseb va informare Yoh e gli altri di ciò che è successo alla sorella e poi iniziano a parlare dei Cinque Spiriti Superiori, ovvero incarnazioni del Grande Spirito e aggregati di spiriti. Dopo aver discusso sulla miglior strategia da adottare, il mattino dopo Yoh dice ad Amidamaru che l'unico modo per diventare Shaman King è morire e che non rimane più molto tempo. Infine i ragazzi si riuniscono e Horohoro chiede la rivincita a Kalim. |                   |                 |
| 50                                                                   | La scomparsa di Damuko 「フォーリンダム子」 - Fōrin Damuko | 7 aprile 2022     | 26 maggio 2022  |
| 50                                                                   | Horohoro combatte Kalim e nel frattempo rivela il suo oscuro passato dove afferma di aver ucciso la ragazza che gli piaceva, Damuko, e spiega il motivo per cui ha deciso di diventare sciamano. Poco dopo Kororo, lo spirito di Horohoro, assume la sua vera forma e si scopre che è in realtà è proprio Damuko, e la cosa lascia totalmente stupito il giovane sciamano. Horohoro sconfigge poi Kalim e lo ringrazia per tutto quello che ha fatto per lui nel corso degli anni. Nel corso di un flashback, Yoh ricorda di quando Hao gli spiegò come funzionava il suo potere di leggere la mente. A seguito di ciò, il gruppo giunge nel Plant della Caverna e Ren affronta Nichrom. Sconfitto quest'ultimo, i ragazzi arrivano nel Plant dell'Oceano e incontrano Talim, qui Chocolove dà il meglio di sè e lo annienta. |                   |                 |
| 51                                                                   | L'ultima prova dello Shaman Fight 「LAST TEST」 - Rasuto Tesuto | 14 aprile 2022    | 26 maggio 2022  |
| 51                                                                   | Yoh e il suo gruppo giungono nel Plant del Ghiacciaio e scoprono che il suo guardiano è Silva. Quest'ultimo sfida Yoh in un combattimento mentre ripensa ai progressi fatti dal ragazzo nel corso del tempo. Yoh uccide a malincuore Silva mentre altrove Manta, Anna e Anahol partono a loro volta per il continente di Mu. Successivamente gli sciamani entrano nel Plant Spaziale e incontrano l'ultimo guardiano, Rutherfor. Durante la battaglia, questi racconta che i Patch hanno imparato a creare gli artefatti grazie ad un alieno, il quale gli donò anche diversi oggetti tecnologici come le Oracle Bell. Yoh annulla il proprio furyoku e scopre che Rutherfor è in realtà una ragazza. Il nuovo Shaman King si risveglia e inizia a creare il caos uccidendo tutti, compreso Yoh, la cui anima viene assorbita dal Grande Spirito, ovvero lo stesso Hao. Hao conferma la sua intenzione di voler sterminare l'umanità ma coloro che possono contare sui Cinque Spiriti Superiori (ovvero Yoh, Ren, Horohoro, Lyserg e Chocolove) glielo vogliono impedire dato che hanno il potere di coloro che hanno creato il Grande Spirito. Alla fine Yoh riesce a convocare l'ultimo spirito mancante, lo Spirito della Terra, poi lui e gli altri si preparano per la battaglia finale contro Hao. |                   |                 |
| 52                                                                   | Shaman King God End 「GOD END」 - Goddo Endo | 21 aprile 2022    | 26 maggio 2022  |
| 52                                                                   | Hao usa l'Over Soul Grande Spirito ma nonostante ciò i Cinque Guerrieri non si perdono d'animo e lo affrontano unendo le forze. Hao e i Cinque Guerrieri continuano a combattere e ad un certo punto si presentano tutti gli altri personaggi incontrati nel corso della serie che cercano di far redimere Hao. Successivamente si presenta anche Ohachiyo che dice ad Hao di essere stato nello stesso spazio di sua madre che cercato per un millennio. Ohachiyo e Anna fanno capire ad Hao che si è liberato di tutto l'odio e del dolore che aveva tenuto dentro di sè per tutto questo tempo perché adesso è circondato dal calore di tutti, poi lo sciamano si ricongiunge con lo spirito della madre. Da allora sono passati diversi anni, i protagonisti sono cresciuti, Yoh e Anna hanno avuto un figlio di nome Hana mentre Ren uno di nome Men. |                   |                 |

## Home video

### Giappone
Gli episodi di Shaman King sono stati pubblicati per il mercato home video nipponico in edizione Blu-ray dal 25 agosto 2021 al 25 maggio 2022.
| N° | Data             | Episodi | Fonte  |
| -- | ---------------- | ------- | ------ |
| 1  | 25 agosto 2021   | 1-13    | [ 24 ] |
| 2  | 24 novembre 2021 | 14-27   | [ 24 ] |
| 3  | 23 febbraio 2022 | 28-39   | [ 24 ] |
| 4  | 25 maggio 2022   | 40-52   | [ 24 ] |